# Beit Ula
Beit Ula (àrab: بيت أولا, Bayt Ūlā) és un municipi palestí de la governació d'Hebron, a Cisjordània, situat 10 kilòmetres al nord-oest d'Hebron. Segons l'Oficina Central Palestina d'Estadístiques tenia 14.375 habitants el 2016. Té una àrea total de 22.432 dúnams, dels quals el 74.5% es troben a l'Àrea B (Autoritat Nacional Palestina (ANO) controla els afers civils i Israel la seguretat) i el 25.5% es troba a l'Àrea C (sota control total israelià).

## Història
El Survey of Western Palestine (SWP) del Fons per a l'Exploració de Palestina suggereix que Beit Aula era el lloc de la Betel bíblica.

### Època otomana
Socin, citant una llista oficial de poblacions otomanes de 1870, registrava que Betula, situada a l'est de Tarqumiyah, tenia 51 cases i una població de 206 habitants, encara que a la població només hi incloïa els homes. Hartmann assenyalà que Bet Ula tenia 80 cases.
En 1883 el Survey of Western Palestine (SWP) del Fons per a l'Exploració de Palestina descrivia Beit Aula com «un petit poble de peu sobre una cresta envoltada d'olives. Té un pou d'aigua a l'oest a la vall, a una milla de distància.»

### Mandat Britànic de Palestina
En el cens de Palestina de 1922, dut a terme per les autoritats del Mandat Britànic, Bait Ula tenia 825 habitants, tots musulmans,incrementats en el cens de Palestina de 1931 a 1.045, tots musulmans en 217 cases habitades. En el darrer cens fou comptada amb Kh. Beit Kanun, Kh. Hawala i Kh. Tawas.
En el cens de 1945 la població de Beit Ula era de 1,310 musulmans, i l'àrea total de terra era de 24,045 dúnams de terra segons una enquesta oficial de terra i població. D'aquests, 1,324 dúnams eren plantacions i regadius, 8,747 eren per a cereals, mentre 71 dúnams eren sòl urbanitzat.

### Després de 1948
Després de la Guerra araboisraeliana de 1948 i els acords d'armistici de 1949, Beit Ula va quedar sota un règim d'ocupació jordana. Des de la Guerra dels Sis Dies en 1967, Beit Ula ha romàs sota ocupació israeliana.